# 24 часа (8-й сезон)
Восьмой сезон американского драматического телесериала «24 часа», также известный как «Восьмой день», был показан впервые в Соединённых Штатах Америки на канале Fox 17 января 2010 года. Восьмой сезон объявили как заключительный сезон телесериала. Однако сериал продолжился новым сезоном, который вышел в укороченном формате как «24 часа: Проживи ещё один день» в 2014 году.

## Обзор сезона
После событий седьмого сезона прошло 18 месяцев. Восьмой сезон начинается в 16 часов. Действие происходит в Нью-Йорке. CTU воссоздано. Выздоровевший Джек собирается улететь в Лос-Анджелес вместе со своей дочерью Ким, её мужем и дочкой Тери. Однако в его дверь стучится бывший информатор, у которого есть сведения о готовящемся заговоре…

### Основные сюжетные линии
1. CTU преследует брата Омара Хасана, Фархада, который работает с русской мафией и планирует перевезти ядерные стержни в его родную страну.
2. Террористы грозятся взорвать Манхэттен, если Америка не выдаст президента Хасана.
3. Президент Тейлор отказалась делать что-либо, что могло бы сорвать подписание мирного договора, тогда Джек начинает свою персональную войну против членов российского правительства, которые ответственны за заговор.

### Второстепенные сюжетные линии
- Джек волнуется, что Рене Уокер опасна для себя и других.
- Относительно неопытная команда CTU ограничена в её способности помочь Джеку.
- Дана Уолш боится, что потеряет свою работу, когда её бывший приятель угрожает раскрыть её настоящее имя.
- Крот в CTU помогает террористам уклоняться от властей.
- Некоторые члены администрации Тейлор полагают, что самый безопасный способ избежать угроз террористов - это выдать им Хасана.
- Чарльз Логан появляется на сцене политических игр и желает отомстить Джеку Бауэру.
- Хлоя О'Брайан встаёт перед выбором: либо остановить Джека любой ценой, либо разразится международный кризис.

### Сюжет
В здании ООН должно состоятся подписание важного соглашения между США, Россией и вымышленной исламской республикой Камистан. Несогласные с решением президента Хасана вступить в дружеские отношения с Америкой и отказаться от развития ядерного вооружения экстремисты из Камистана предпринимают попытку убить президента. Во главе заговора стоит Фархад, брат Хасана.
CTU удаётся предотвратить убийство. От Хасана они узнают, что у экстремистов есть план приобретения ядерных стержней у одной русской группировки и транспортировки их в Камистан. С помощью Рене Уокер Джек выходит на группировку Сергея Бажаева. Ядерными стержнями завладевает Самир Мехрэн, который планирует сделать «грязную» бомбу и взорвать её на Манхэттене. Начальник охраны Хасана также оказывается членом группы Мехрэна. Он похищает дочь Хасана, и экстремисты выдвигают ультиматум американскому президенту: либо Тейлор выдаёт им Хасана, либо погибнут тысячи американцев.
Тейлор принимает решение не выдавать Хасана и поручает его защиту Джеку Бауэру. Некоторые члены правительства Тейлор не согласны с её решением и с помощью наёмников пытаются похитить Хасана. Хасан не может смириться, что из-за него могут погибнуть невинные люди, и сдаётся людям Мехрена. CTU обезвреживает бомбу и организует поиски Хасана. Мехрен планирует устроить публичную казнь Хасана через Интернет. Джек с командой находят его слишком поздно. Мирный договор на грани срыва. Тейлор убеждает жену Хасана Далию принять должность её мужа и подписать соглашение от имени её страны.
Считая свою работу выполненной, Джек едет с Рене в свою квартиру. За ними следует убийца, работающий на русского консула, чтобы убрать их с дороги. Рене погибает, и Джек клянётся отомстить за её смерть. Убийство Рене доказывает Джеку, что за заговором с ядерными стержнями и убийством Хасана стоят русские. Чарльз Логан подтверждает эти сведения Аллисон Тейлор. Президент не готова пожертвовать подписанием мирного договора, к которому так долго шла, и приказывает изолировать Джека. Джек сбегает из-под стражи и начинает выслеживать и убивать каждого участника заговора, в результате которого погибли Уокер и Хасан. Чарльз Логан предлагает президенту использовать уникальные ресурсы, которые есть в его распоряжении, чтобы поймать Бауэра.
Джек убивает Дану Уолш («крота» в CTU), Михаила Новаковича (министра иностранных дел России) и Павла Токарева (убийцу, который убил Рене). Он также целится из снайперской винтовки в Чарльза Логана через окно и требует, чтобы Логан пригласил президента России Юрия Суварова в свой гостиничный номер. Логан соглашается, и Джек уже готов нажать на курок, но Хлоя убеждает его не делать этого. В последний момент Тейлор всё же отказывается подписывать договор и во всеуслышание заявляет, что тоже имеет отношение к преступлениям, которые произошли сегодня при содействии русских. Она приносит извинения Джеку, но говорит, что его будут искать и российские, и американские службы. Джек прощается с Хлоей, которая наблюдает за ним через камеру беспилотника. Джек исчезает с экрана и исчезает из её жизни…

### Повороты сюжета, влияющие на будущие сезоны
- Гибель Рене Уокер.
- Отставка президента Аллисон Тейлор.
- Неудавшаяся попытка самоубийства Чарльза Логана.
- Осложнение дружеских отношений между Итаном Кэнином и Аллисон Тейлор.
- Джек Бауэр становится беглецом.
- Политическая коррупция и преступления, совершенные президентом России Юрием Суваровым.

## Персонажи

### Основной состав
- Джек Бауэр (Кифер Сазерленд) главный герой сериала. Бывший агент КТО.
- Хлоя О’Брайан (Мэри Линн Райскаб) аналитик, впоследствии исполняющая обязанности директора КТО. Друг Джека.
- Омар Хассан (Анил Капур) президент Комистана.
- Рене Уокер (Энни Вершинг) бывший агент ФБР, возлюбленная Джека.
- Брайан Гастингс (Майкелти Уильямсон) директор КТО.
- Дана Уолш (Кэти Сакхофф) аналитик КТО, засланный агент русских.
- Роб Уайсс (Крис Диамантопулос) глава администрации президента.
- Арло Гласс (Джон Бойд) аналитик КТО.
- Коул Ортис (Фредди Принц-младший) полевой агент КТО.
- Эллисон Тейлор (Черри Джонс) президент США.

### Приглашённые актёры
- Далия Хассан (Некар Задеган) жена президента Хассана.
- Кайла Хассан (Назнин Контрактор[англ.]) дочь президента Хассана.
- Даврос (Даг Хатчисон) член русской банды «Красная площадь».
- Сергей Бажаев (Юрген Прохнов) русский гангстер, лидер банды «Красная площадь»
- Йозеф Бажаев (Дэвид Андерс) русский гангстер, сын Сергея Бажаева.
- Владимир Лайтонян (Каллум Кит Ренни) русский гангстер.
- Джим Рикер (Майкл Мэдсен) друг Джека.
- Стивен (Пол Уэсли) муж Ким и зять Джека.
- Итан Кеньян (Боб Гантон) министр иностранных дел США.
- Юрий Суваров (Ник Джеймсон) президент России.
- Михаил Новакович (Грэм Мактавиш) министр иностранных дел России.

### Специально приглашённые актёры
- Ким Бауэр (Элиша Катберт) дочь Джека.
- Чарльз Логан (Грегори Итцин) бывший президент США.

## Эпизоды
| № общий | № в сезоне | Название                         | Режиссёр          | Автор сценария                                                     | Дата премьеры   | Произв. код | Зрители в США (млн) |
| ------- | ---------- | -------------------------------- | ----------------- | ------------------------------------------------------------------ | --------------- | ----------- | ------------------- |
| 169     | 1          | «Day 8: 4:00 p.m. — 5:00 p.m.»   | Брэд Тёрнер       | Говард Гордон и Эван Кац                                           | 17 января 2010  | 8AFF01      | 11.50               |
| 170     | 2          | «Day 8: 5:00 p.m. — 6:00 p.m.»   | Брэд Тёрнер       | Телесценарий: Мэнни Кото и Брэннон Брага Сюжет: Говард Гордон      | 17 января 2010  | 8AFF02      | 11.32               |
| 171     | 3          | «Day 8: 6:00 p.m. — 7:00 p.m.»   | Милан Чейлов      | Дэвид Фьюри и Алекс Ганса                                          | 18 января 2010  | 8AFF03      | 10.56               |
| 172     | 4          | «Day 8: 7:00 p.m. — 8:00 p.m.»   | Милан Чейлов      | Чип Йоханнссен и Патрик Харбинсон                                  | 18 января 2010  | 8AFF04      | 11.45               |
| 173     | 5          | «Day 8: 8:00 p.m. — 9:00 p.m.»   | Брэд Тёрнер       | Телесценарий: Эван Кац и Алекс Ганса Сюжет: Говард Гордон          | 25 января 2010  | 8AFF05      | 10.69               |
| 174     | 6          | «Day 8: 9:00 p.m. — 10:00 p.m.»  | Брэд Тёрнер       | Мэнни Кото и Брэннон Брага                                         | 1 февраля 2010  | 8AFF06      | 9.76                |
| 175     | 7          | «Day 8: 10:00 p.m. — 11:00 p.m.» | Милан Чейлов      | Чип Йоханнссен и Патрик Харбинсон                                  | 8 февраля 2010  | 8AFF07      | 10.18               |
| 176     | 8          | «Day 8: 11:00 p.m. — 12:00 a.m.» | Милан Чейлов      | Дэвид Фьюри                                                        | 15 февраля 2010 | 8AFF08      | 8.49                |
| 177     | 9          | «Day 8: 12:00 a.m. — 1:00 a.m.»  | Брэд Тёрнер       | Телесценарий: Чип Йоханнссен и Патрик Харбинсон Сюжет: Алекс Ганса | 22 февраля 2010 | 8AFF09      | 8.73                |
| 178     | 10         | «Day 8: 1:00 a.m. — 2:00 a.m.»   | Брэд Тёрнер       | Мэнни Кото и Брэннон Брага                                         | 1 марта 2010    | 8AFF10      | 8.56                |
| 179     | 11         | «Day 8: 2:00 a.m. — 3:00 a.m.»   | Нельсон Маккормик | Эван Кац и Дэвид Фьюри                                             | 8 марта 2010    | 8AFF11      | 8.91                |
| 180     | 12         | «Day 8: 3:00 a.m. — 4:00 a.m.»   | Нельсон Маккормик | Чип Йоханнссен и Патрик Харбинсон                                  | 15 марта 2010   | 8AFF12      | 9.03                |
| 181     | 13         | «Day 8: 4:00 a.m. — 5:00 a.m.»   | Милан Чейлов      | Телесценарий: Мэнни Кото и Брэннон Брага Сюжет: Говард Гордон      | 22 марта 2010   | 8AFF13      | 8.54                |
| 182     | 14         | «Day 8: 5:00 a.m. — 6:00 a.m.»   | Милан Чейлов      | Телесценарий: Алекс Ганса Сюжет: Эван Кац                          | 29 марта 2010   | 8AFF14      | 8.31                |
| 183     | 15         | «Day 8: 6:00 a.m. — 7:00 a.m.»   | Брэд Тёрнер       | Чип Йоханнссен и Патрик Харбинсон                                  | 5 апреля 2010   | 8AFF15      | 6.62                |
| 184     | 16         | «Day 8: 7:00 a.m. — 8:00 a.m.»   | Брэд Тёрнер       | Мэнни Кото и Брэннон Брага                                         | 5 апреля 2010   | 8AFF16      | 7.90                |
| 185     | 17         | «Day 8: 8:00 a.m. — 9:00 a.m.»   | Милан Чейлов      | Дэвид Фьюри                                                        | 12 апреля 2010  | 8AFF17      | 8.33                |
| 186     | 18         | «Day 8: 9:00 a.m. — 10:00 a.m.»  | Милан Чейлов      | Чип Йоханнссен и Патрик Харбинсон                                  | 19 апреля 2010  | 8AFF18      | 8.94                |
| 187     | 19         | «Day 8: 10:00 a.m. — 11:00 a.m.» | Майкл Клик        | Мэнни Кото и Брэннон Брага                                         | 26 апреля 2010  | 8AFF19      | 9.19                |
| 188     | 20         | «Day 8: 11:00 a.m. — 12:00 p.m.» | Майкл Клик        | Телесценарий: Эван Кац и Алекс Ганса Сюжет: Алекс Ганса            | 3 мая 2010      | 8AFF20      | 9.00                |
| 189     | 21         | «Day 8: 12:00 p.m. — 1:00 p.m.»  | Милан Чейлов      | Чип Йоханнссен и Патрик Харбинсон                                  | 10 мая 2010     | 8AFF21      | 8.51                |
| 190     | 22         | «Day 8: 1:00 p.m. — 2:00 p.m.»   | Милан Чейлов      | Дэвид Фьюри                                                        | 17 мая 2010     | 8AFF22      | 8.98                |
| 191     | 23         | «Day 8: 2:00 p.m. — 3:00 p.m.»   | Брэд Тёрнер       | Шона Макгэрри и Джефф Олл                                          | 24 мая 2010     | 8AFF23      | 8.39                |
| 192     | 24         | «Day 8: 3:00 p.m. — 4:00 p.m.»   | Брэд Тёрнер       | Говард Гордон                                                      | 24 мая 2010     | 8AFF24      | 9.31                |

## Релиз
| 24: Полный восьмой сезон | |                        |                        |                        |                        |
| Информация об издании | Информация об издании | Дополнительный контент | Дополнительный контент | Дополнительный контент | Дополнительный контент |
| - 24 эпизода - Набор из 6 дисков (DVD) или 4 дисков (Blu-Ray) - Изображение в формате 1,78:1 - Звук: английский в Dolby Digital 5.1 - Английские, французские, испанские и немецкие субтитры | - 24 эпизода - Набор из 6 дисков (DVD) или 4 дисков (Blu-Ray) - Изображение в формате 1,78:1 - Звук: английский в Dolby Digital 5.1 - Английские, французские, испанские и немецкие субтитры | - Удалённые сцены      | - Удалённые сцены      | - Удалённые сцены      | - Удалённые сцены      |
| Даты выхода на DVD | |                        |                        |                        |                        |
| Регион 1 | Регион 1 | Регион 2               | Регион 2               | Регион 4               | Регион 4               |
| 14 декабря 2010 | 14 декабря 2010 | 8 ноября 2010          | 8 ноября 2010          | 1 декабря 2010         | 1 декабря 2010         |
| Даты выхода на Blu-Ray | |                        |                        |                        |                        |
| Регион A | Регион A | Регион A               | Регион B               | Регион B               | Регион B               |
| 14 декабря 2010 | 14 декабря 2010 | 14 декабря 2010        | 14 декабря 2010        | 14 декабря 2010        | 14 декабря 2010        |